# Пам'ятник патріарху Йосифу Сліпому (Тернопіль)
Пам'ятник патріарху Йосифу Сліпому — пам'ятник кардиналові Римо-католицької церкви, митрополитові Галицькому та архієпископу Львівському, предстоятелеві Української греко-католицької церкви Йосифу (Сліпому) в місті Тернополі (Україна). 
Пам'ятка монументального мистецтва місцевого значення, охоронний номер № 1683.

## Опис

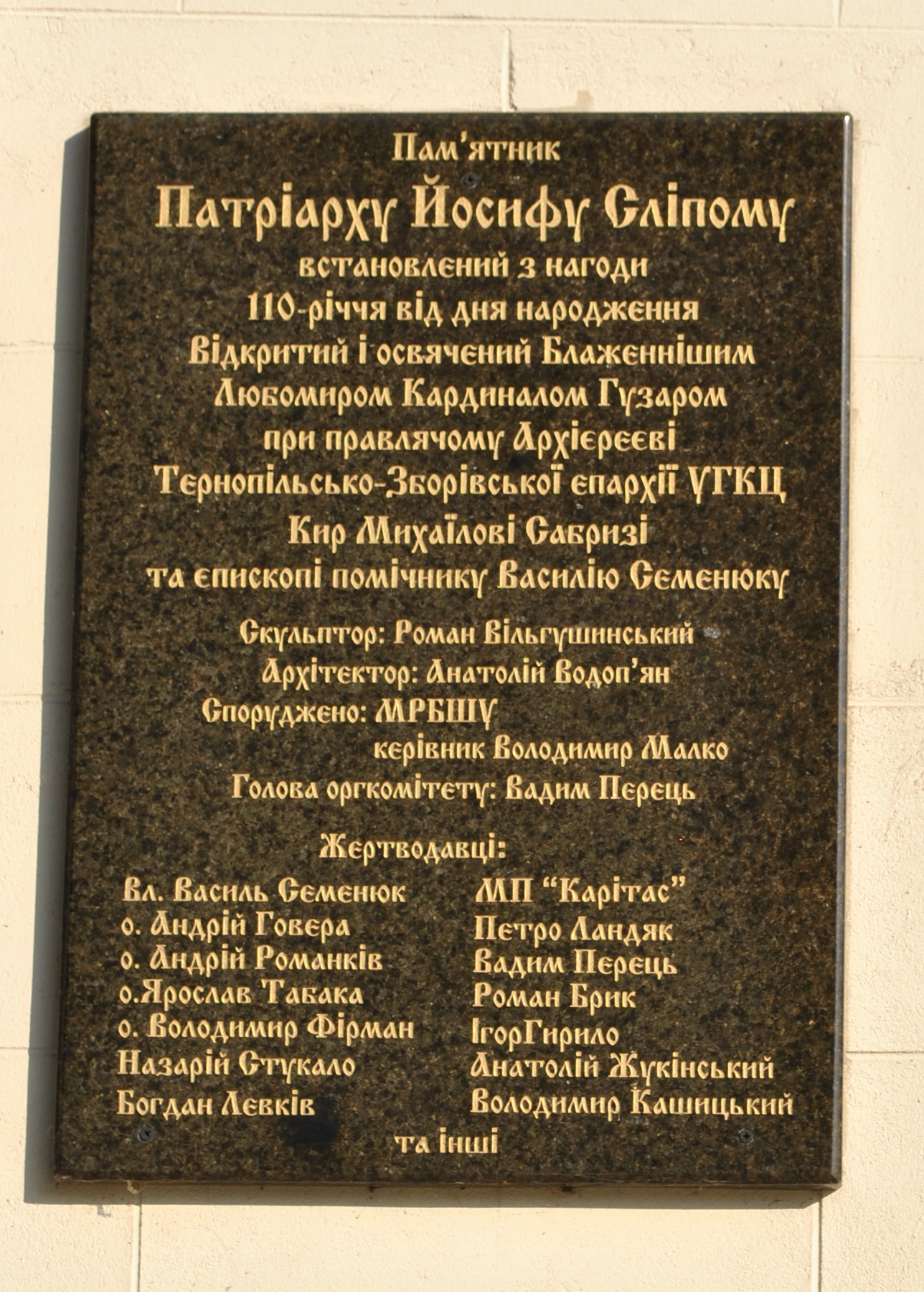
Інформаційна таблиця

Пам'ятник розташований біля Архікатедрального Собору Непорочного Зачаття Пресвятої Богородиці на вулиці Гетьмана Сагайдачного. Пам'ятник виготовлений з бетону,  постамент — із каменю.
У центрі підніжжя пам'ятника викарбуваний напис: «ПАТРІАРХ ЙОСИФ СЛІПИЙ».
З правого боку пам'ятника на фасаді собору встановлена інформаційна таблиця з текстом про встановлення, авторів та жертводавців.
Скульптор — Роман Вільгушинський, архітектор — Анатолій Водоп'ян. Споруджено МРБШУ, керівник — Володимир Малко.

## З історії пам'ятника
Встановлений з нагоди 110-річчя від дня народження Патріарха.
17 лютого 2002 року після Святої Літурrії в катедральному соборі освячено камінь на місці майбутнього пам'ятника.
Голова оргкомітету зі встановлення пам'ятника: Вадим Перець. Жертводавці: владика Василій (Семенюк), о. Андрій (Говера), о. Андрій Романків, о. Ярослав Табака, о. Володимир Фірман, Назарій Стукало, Богдан Левків, МП «Карітас», Петро Ландяк, Вадим Перець, Роман Брик, Ігор Гирило, Анатолій Жукінський, Володимир Кашицький та інші.
Пам'ятник відкритий та освячений 27 серпня 2004 року Блаженнішим Любомиром Кардиналом Гузаром при співслужінні Архієрея Тернопільсько-Зборівської єпархії УГКЦ Кир Михаїла Сабриги та єпископа-помічника Василія (Семенюка) напередодні 20-ї річниці відходу до вічності Патріарха. На урочинах до громади промовляли голова міста Богдан Левків, голова Тернопільської облдержадміністрації Михайло Цимбалюк, співголова оргкомітету святкувань, депутат міської ради Вадим Перець.